# Phyllomyia turbinata
Phyllomyia turbinata là một loài ruồi trong họ Tachinidae.